# Sankt Lorenzen am Wechsel
Sankt Lorenzen am Wechsel est une commune autrichienne du district de Hartberg en Styrie.